# When Dream and Tour Unite
When Dream and Tour Unite è stata la prima tournée della band progressive metal statunitense Dream Theater, iniziata il 22 aprile 1989a Bay Shore e finita successivamente a New York il 14 novembre dello stesso anno.

## Il tour
Dopo la pubblicazione dell'album di debutto, il gruppo dovette far fronte all'accordo che avevano fatto con la Mechanic Records che pubblicò l'album: l'etichetta non rispettò la maggior parte delle clausole economiche inserite nel contratto firmato con i Dream Theater, che furono costretti a suonare per il loro tour solamente in zone relativamente vicine a loro: si esibirono infatti solamente nella zona di New York, per cinque volte .
Per il primo show, la band aprì per il trio degli Zebra a Bay Shore.Dopo la quarta data, il gruppo licenziò Charlie Dominici ma quando i Marillion chiesero loro di aprire un concerto al Ritz Club, quest'ultimo fu chiamato un'ultima volta sul palco.
Dopo il licenziamento di Dominici i Dream Theater impiegarono più di due anni a trovare un nuovo cantante.

## Tipica scaletta
- A Fortune in Lies
- Afterlife
- Light Fuse and Get Away
- To Live Forever
- The Ones Who Help to Set the Sun
- Status Seeker
- Ytse Jam
- The Killing Hand
- Only a Matter of Time

## Date e tappe
| Data             | Città      | Paese       | Località                    |
| ---------------- | ---------- | ----------- | --------------------------- |
| 22 aprile 1989   | Bay Shore  | Stati Uniti | Sundance                    |
| 26 aprile 1989   | New York   | Stati Uniti | S.I.R. Studios/MCA Showcase |
| 9 luglio 1989    | Providence | Stati Uniti | The Living Room             |
| 14 ottobre 1989  | Bay Shore  | Stati Uniti | Sundance                    |
| 14 novembre 1989 | New York   | Stati Uniti | Ritz Club                   |